# Covor pvc

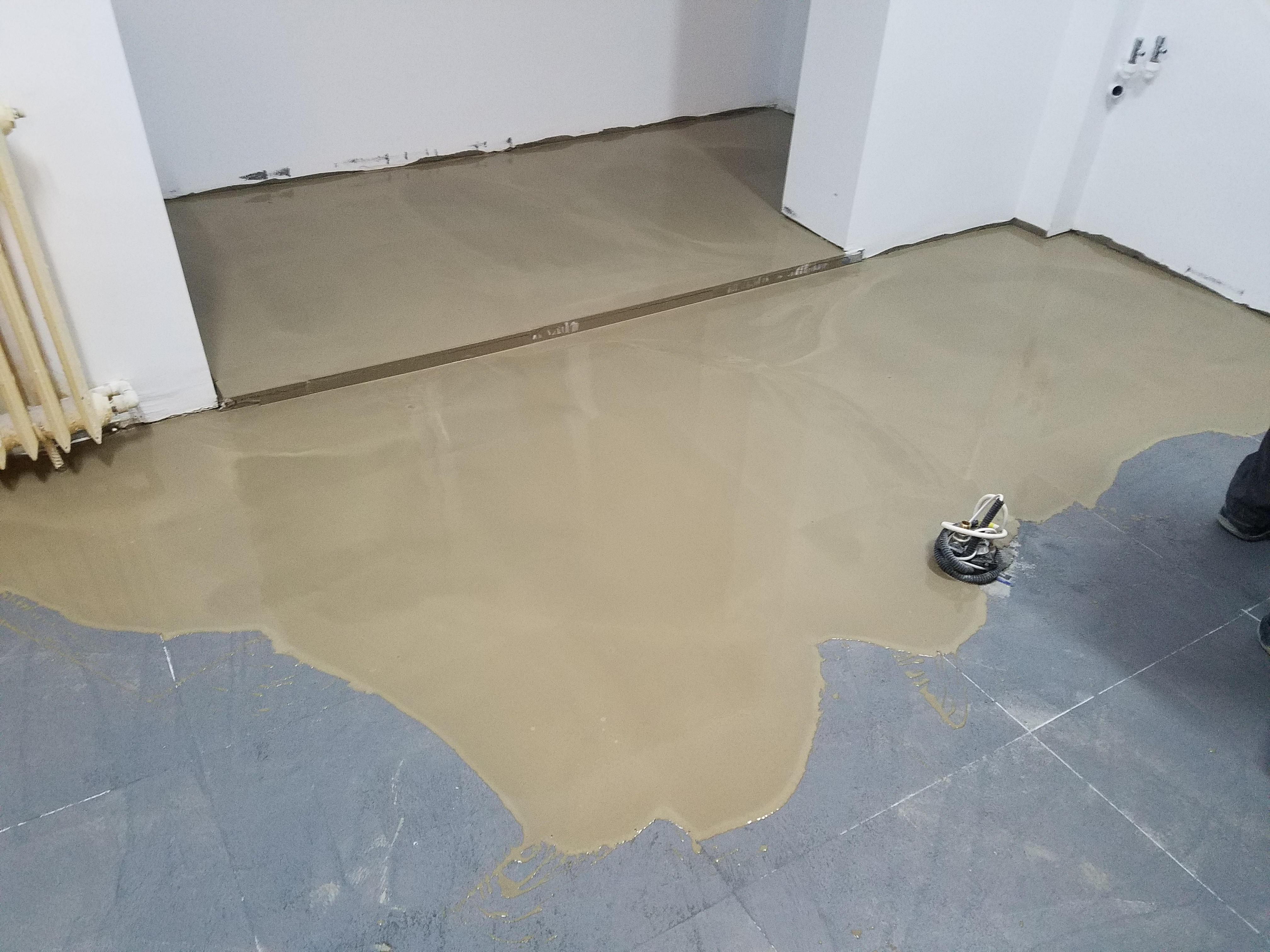
Sapa autonivelanta, pregatire strat suport pentru montaj covor PVC

Pardoseala din P.V.C -  policlorura de vinil (în engleză vinyl floorcovering))
A nu se confunda cu linoleum. Deși ambele sunt folosite pentru acoperirea pardoselilor, covor PVC este un material sintetic, pe când linoleum-ul este un material natural.
Covorul PVC este disponibil într-o gamă largă de culori, modele și dimensiuni, fiind cea mai întâlnită pardoseală de trafic intens.
Pentru instalarea corectă se recomandă montajul peste o șapă autonivelantă turnată în prealabil.